# L'amour est à réinventer
Pour plus de détails, voir Fiche technique et Distribution.
L'amour est à réinventer (typographié L'@mour est à réinventer sur l'affiche), sous-titré Dix histoires d'amours au temps du sida, est un film français sorti en 1997. Il est constitué de dix courts métrages ayant pour thème l'homosexualité ou la bisexualité au temps du sida.
Le titre est emprunté à une citation d'Arthur Rimbaud issue d'Une saison en enfer : « Je n’aime pas les femmes. L’amour est à réinventer, on le sait. ».

## Fiches techniques et distribution

### Dans la décapotable
- Réalisation : Merzak Allouache
- Scénario : Jean-Philippe Clarac et Olivier-Daniel Deloeuil
- Photographie : Stéphane Krausz
- Son : Frédéric Pfohl
- Montage : Luce Grunenwaldt
- Distribution : Guillaume Depardieu, Julien Lambroschini, Jean-Christophe Bouvet (le type énervé devant le distributeur de préservatifs), Laurence Clément (la passante blonde) et Amanda Lear (la voisine saluant le couple gay).

### La Mouette
- Réalisation : Nils Tavernier
- Scénario : Clarisse Battas ; Nils Tavernier (adaptation)
- Photographie : Myriam Vinocour
- Son : Jean-Claude Taki
- Montage : Luce Grunenwaldt
- Distribution : Marion Cotillard, Natacha Régnier et Nils Tavernier

### Une nuit ordinaire
- Réalisation : Jean-Claude Guiguet
- Scénario : Franck Demules et Jean-Claude Guiguet (adaptation)
- Photographie : Philippe Bottiglione
- Son : Jean-François Chevalier
- Montage : Khadicha Bariha
- Chanson : J'ai rendez-vous avec vous de Georges Brassens interprétée par Patachou
- Distribution : Philippe Garziano (le compagnon du jeune malade) Thomas Badek (le copain au bar), Emmanuel Bolève (le jeune malade), Cécile Mazan (l'automobiliste aguicheuse), Véronique Varlet (son amie), Mireille Chandelier (l'infirmière asiatique) et Aude Butazzoni (l'autre infirmière).
- Film tourné à Paris en deux nuits, certains plans réalisés lors des premières prises de vues ayant été retournés le lendemain avec des artistes différents (Cécile Mazan remplaçant Ysé Tran dans le rôle de l'automobiliste) ou purement coupés au montage (dont une apparition éclair de Fabienne Babe, venue sur le plateau en amie, dans une séquence d'intérieurs réalisée au café La Bonne Bière).

### Tout n'est pas en noir
- Réalisation : Philippe Faucon
- Scénario : Philippe Faucon sur un texte original de Sergueï Matytsine
- Photographie : Pierre Millon
- Son : Olivier Mauvezin
- Montage : Ariane Doublet
- Distribution : Moussy, Serge Germany, Doris Yoba et Mercédès Métal

### Et alors
- Réalisation : François Dupeyron
- Scénario : Catherine Locandro
- Photographie : Guillaume Schiffman
- Son : Pierre Lorrain
- Montage : Françoise Collin
- Distribution : Camille Japy et Gwenaëlle Simon

### Dedans
- Réalisation : Marion Vernoux
- Scénario : Stéphane Galas
- Photographie : Jean-Marc Fabre
- Son : Mathieu Imbert
- Montage : Jennifer Augé
- Distribution : Éric Caravaca

### Tapin du soir
- Réalisation : Anne Fontaine
- Scénario : Olivier Rouvière
- Photographie : Caroline Champetier
- Son : Frédéric Pfohl
- Montage : Pascale Chavence
- Distribution : Franck Demules et François Chatriot

### Un moment...
- Réalisation : Pierre Salvadori
- Scénario : Pierre Salvadori d'après Ludovic de Didier Seynave
- Photographie : Gilles Henry
- Son : Olivier Mauvezin
- Montage : Hélène Viard
- Distribution : Stéphane Höhn et Adrien de Van

### Enceinte ou Lesbienne
- Réalisation : Françoise Decaux-Thomelet
- Scénario : Pierre Guiho et Françoise Decaux-Thomelet (adaptation)
- Photographie : Norbert Marfaing-Sintes
- Son : Olivier Mauvezin
- Montage : Gérard Touratier
- Distribution : Bérénice Bejo (la fille), Marina Tomé (la mère) et Gérard Touratier (le père).

### Les Larmes du sida
- Réalisation et adaptation : Paul Vecchiali, d'après un scénario « anonyme », dont l'auteur a expressément demandé aux organisateurs du concours, dans la note d'intention accompagnant l'envoi de son texte, que son identité ne soit pas publiquement divulguée en cas de sélection par le jury.
- Photographie : Philippe Bottiglione
- Son : Jean-François Chevalier
- Montage : Florence Leconte
- Distribution : Jean-Michel Monroc et Sophie Bérenguier

## Autour du film
Lancé par l'association LGP Films et produit par Little Bear, L'@mour est à réinventer est issu d'un concours de scénarios ayant donné lieu à exactement mille un projets envoyés par autant d'auteurs, professionnels ou non. Vingt-sept scénarios ont été retenus par un jury présidé par Patrice Chéreau et proposés aux dix réalisateurs. Ces derniers ont également assuré l'adaptation des synopsis choisis par eux. Paul Vecchiali (présent depuis le commencement) excepté, les neuf autres réalisateurs ont remplacé les premiers cinéastes engagés sur le projet, qui se sont retirés à l'unisson à la suite du départ fracassant de Patrice Chéreau au printemps 1996. Au sein de la nouvelle équipe de cinéastes constituée en juin/juillet de la même année, Marion Vernoux accepta de remplacer au pied levé l'actrice et réalisatrice Christine Pascal, tragiquement disparue quelques semaines avant le début des tournages. Les films ont été réalisés, entre la fin du mois d'août et la mi-octobre 1996, à Paris intra muros pour d'entre eux, au bois de Boulogne pour Tapin du soir, en région parisienne pour Dans la décapotable et en région Provence-Alpes-Côte d'Azur pour La Mouette et Les Larmes du sida. La première présentation publique a eu lieu au Trianon de Paris en novembre 1996. À la suite du fait que les chaînes de télévision partenaires aient, à l'exception d'Arte, pris de façon arbitraire la décision de ne diffuser que cinq courts métrages sur les dix réalisés, le plus souvent entre deux et cinq heures du matin, la LGP Films et le producteur Little Bear confièrent d'un commun accord le film à un distributeur qui en assura la diffusion en salles, à dater du 12 février 1997 à Paris (MK2 Beaubourg), puis en province.

### Affaire de Vitrolles
À la suite de la programmation du film dans le cadre d'une rencontre avec le réalisateur Philippe Faucon, Régine Juin, directrice du cinéma d'art et essai Les Lumières à Vitrolles, est convoquée par Brigitte Marandat, conseillère municipale FN déléguée à la Culture. Cette dernière exige sans succès la déprogrammation de la soirée, qui est diffusé le 23 mai 1997 comme prévu.
Quelques semaines plus tard le 28 juin 1997, la directrice est licenciée par le premier adjoint Hubert Fayard pour « refus d'obtempérer », et de nombreuses personnalités dont Bertrand Tavernier et Marion Vernoux interpellent les personnalités politiques pour protester. Catherine Trautmann, alors ministre de la Culture et de la Communication, déclare que la décision de licenciement est « injuste », « irrespectueuse » et « marquée par une idéologie ».
Régine Juin porte plainte aux prud'hommes, mais le procès est annulé plusieurs fois, avant d'être finalement gagné par la directrice. Le cinéma a vu sa fréquentation descendre de 50% puis a dû fermer à la suite du départ de sa directrice.